# Réservoir Robertson
Réservoir Robertson är en sjö i Kanada.   Den ligger i provinsen Québec, i den östra delen av landet, 1 400 km öster om huvudstaden Ottawa. Réservoir Robertson ligger 43 meter över havet. Den ligger vid sjön Lac Monger.
Trakten runt Réservoir Robertson är nära nog obefolkad, med mindre än två invånare per kvadratkilometer.